# Вяземский, Николай Григорьевич
Князь Никола́й Григо́рьевич Вя́земский (3 января 1769—2 декабря 1846) — действительный тайный советник, сенатор, писатель из младшей ветви рода князей Вяземских.

## Биография
Сын статского советника князя Григория Ивановича Вяземского (ум. 1805) от второго его брака с Беклемишевой. Старшей сестрой Вяземского была бывшая фрейлина Екатерины II, старица Евфросиния (ум.1855). Младшая сестра — княжна Мария Григорьевна (1772—1865), сначала была замужем за князем А. Н. Голицыным, затем, при жизни первого супруга, вышла за графа Л. К. Разумовского.
Получил домашнее воспитание. С целью совершенствования образования был отправлен в Германию, где слушал лекции в Гёттингенском университете, был знаком с Бюргером, Лихтенбергом и Кестнером. В январе 1795 года был назначен камергером к великой княгине Анне Фёдоровне. Находясь при дворе, имел столкновения с императором Павлом I и Александром I, из-за чего предпочел удалиться из Петербурга.
С 1805 по 1811 года, был сенатором восьмого апелляционного департамента Сената. В 1812 году во исполнение приказа императора о формировании дворянских ополчений в Калуге, возглавил мосальское ополчение, где имел усадьбу Жуково. С 1813—1815 года и с 1818—1824 года состоял калужским предводителем дворянства, но постоянно жил в Москве в великолепном доме Разумовских на ул. Тверской, д. 21, который получил в подарок от сестры в 1818 году.

Князь Вяземский увлекался литературой, по свидетельству И. М. Снегирева, он написал в 1825 году историко-политический роман «Странствования моего дяди». Был знаком со многими литераторами, Карамзиным, Бестужевым-Марлинским, Гоголем и другими. По воспоминаниям современников, внешне был очень хорош собой:
Имя князя Н. Г. Вяземского я упоминаю здесь, чтобы его не смешивали с именем поэта П. А. Вяземского. Оба они были люди высокого роста и достигли глубокой старости, но поэт не отличался такими изящными и благородными чертами лица, как его кузен, бывший даже под старость замечательно красивым мужчиной. Дети походили на него красотой: княгиня Голицына лицом была вылитый отец. Старый князь был ходячей хроникой, его воспоминания заходили далеко в область прошлого столетия.
Князь Вяземский умер в Москве в чине действительного тайного советника в 1846 году и похоронен в Донском монастыре (фото могилы).

## Семья
Был женат два раза и имел семь дочерей и двух сыновей:
1. жена Екатерина Васильевна Васильчикова (1773/1774—1816), дочь камергера В. С. Васильчикова от брака его с графиней А. К. Разумовской; внучка гетмана К. Г. Разумовского. В браке имела троих дочерей. После смерти матери они жили в доме тётки княгини М. В. Кочубей.
  - Анна Николаевна (1796—1873), с 1820 года замужем за князем Михаилом Николаевичем Голицыным (1796—1863).
  - Софья Николаевна (1798—1834), с 1824 года замужем за Аркадием Васильевичем Кочубеем (1790—1878).
  - Елизавета Николаевна (1807—1867), замужем за Александром Николаевичем Хитрово (1805—1856).
2. жена Софья Егоровна Беринг, урожденная Панина (179.—1858), в первом браке была за подполковником артиллерии Александром Петровичем Берингом (ум. 1820) и имела пятерых детей[3], овдовев, в 1822 году вышла за князя Вяземского, которому родила еще шестерых детей. Из них:
  - Григорий Николаевич (1823—1882), полковник, композитор, автор оперы «Княгиня Островская». В молодости обрел печальную славу участием в кровавой дуэли из-за нежелания жениться на Софье Бахметевой. Дуэль состоялась в 1847 году в Петровском-Разумовском, где брат Бахметевой, Юрий, был убит. В 1848 году Вяземский женился на красавице графине Прасковье Петровне Толстой (1822—1867), но брак их не был счастливым.
  - Екатерина Николаевна (03.08.1824—17.01.1840), воспитывалась в доме тетки графини М. Г. Разумовской и была прелестная и в физическом, и моральном отношении девица. Скончалась скоропостижно от воспаления мозга. Смерть её была ужасным потрясением для всего высшего круга Петербурга. Будучи в большой печали после смерти племянницы, графиня Разумовская уехала на несколько лет за границу.
  - Лев Николаевич (1831—1852)

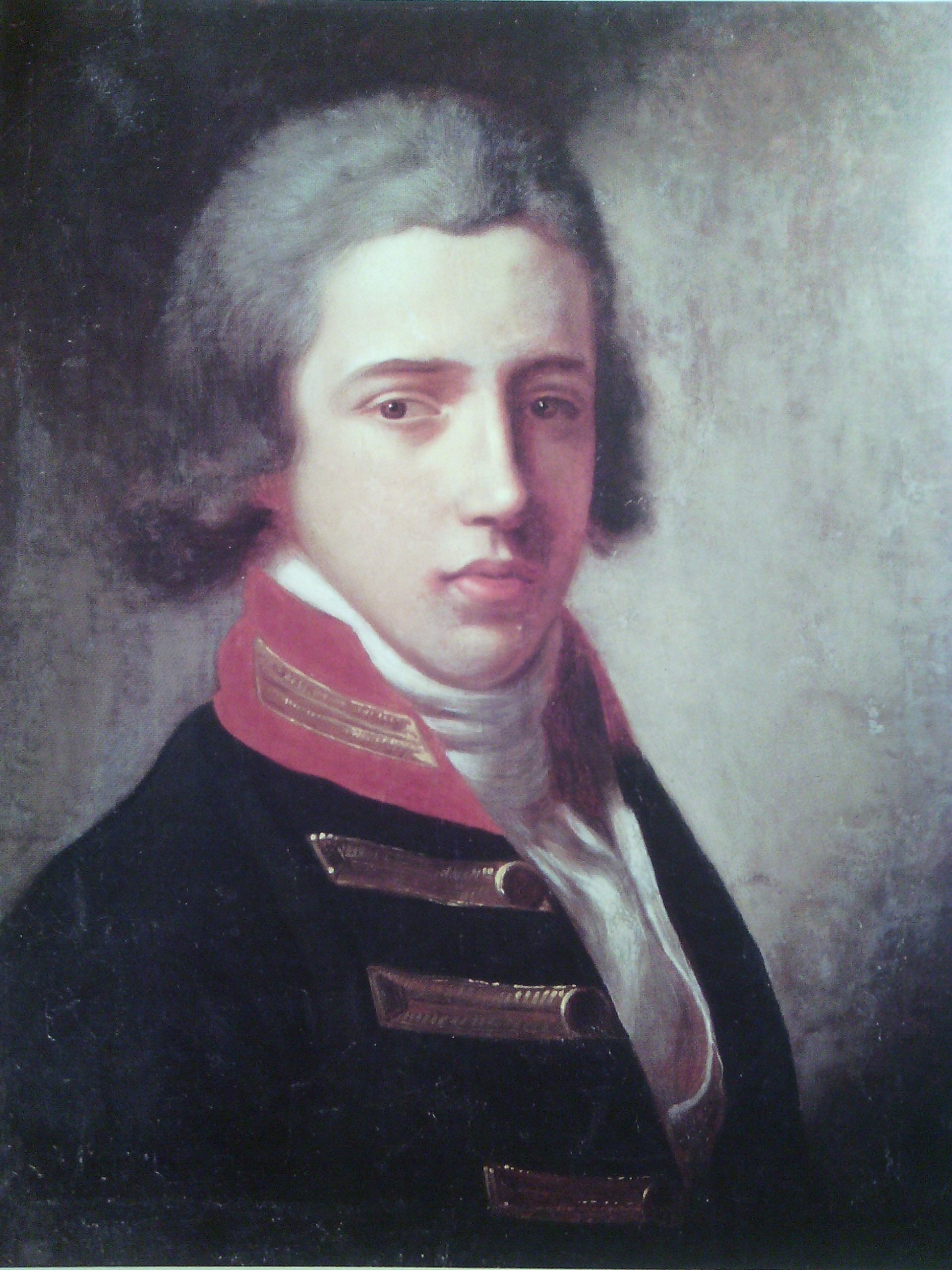
Кн. Николай Григорьевич Вяземский портрет работы С. Тончи (до 1797)
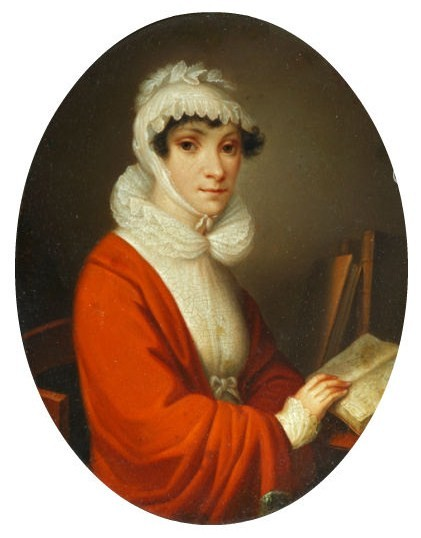
Кн. Екатерина Васильевна Вяземская, 1-я жена; портрет работы неизвестного художника, 1800-е гг.
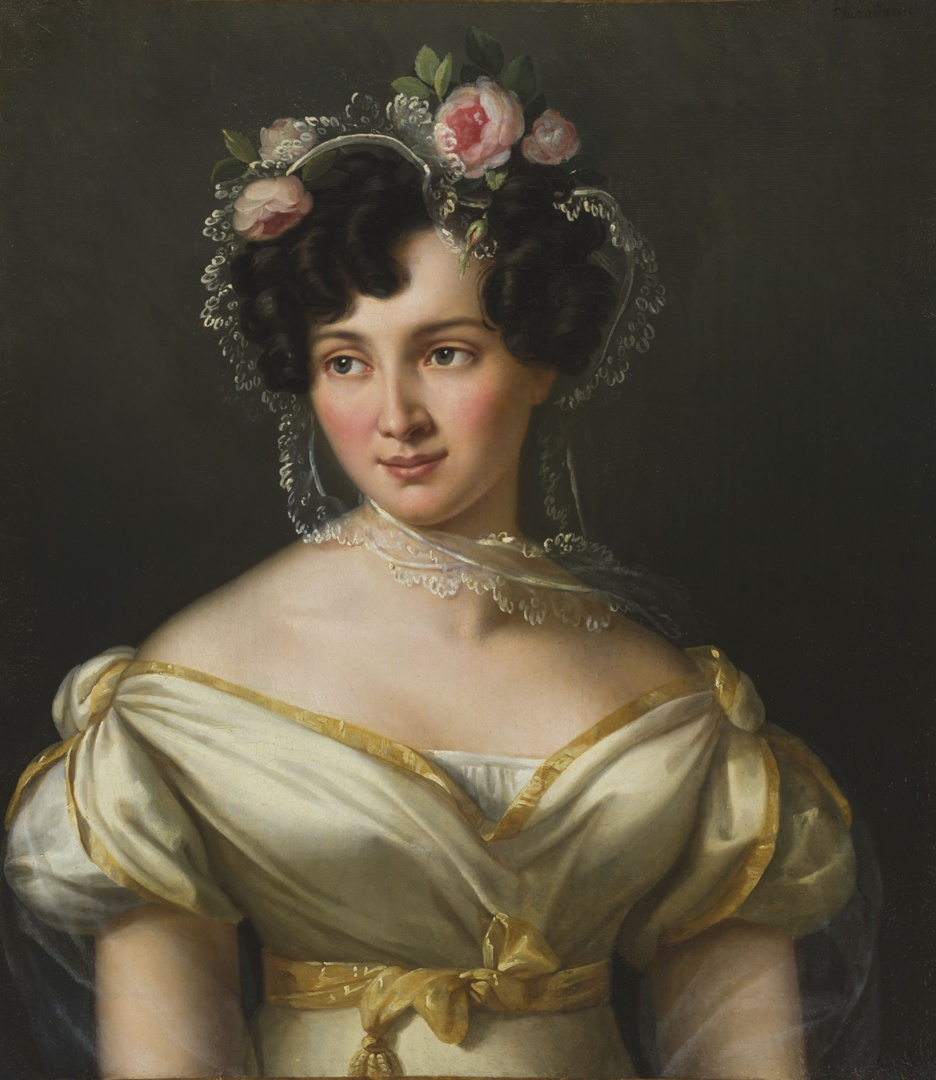
Кн. Анна Николаевна Голицына, дочь; портрет работы Софи Шерадам, 1821-1830 гг.
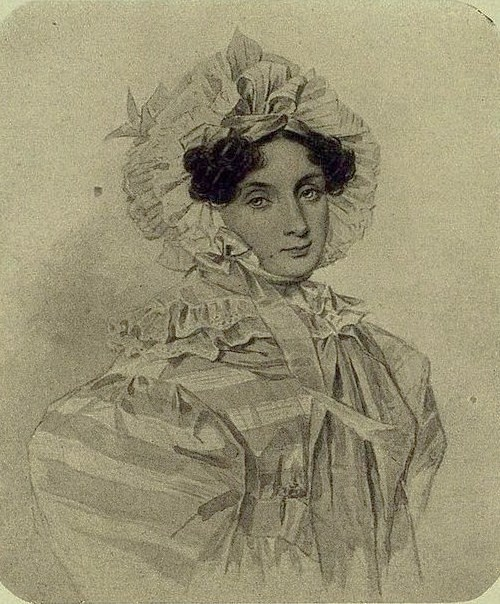
Софья Николаевна Кочубей, дочь; портрет работы неизвестного художника, 1820-е гг.